# Françoise Armengaud
Pour les articles homonymes, voir Armengaud.
 (juin 2024).
Françoise Armengaud, née le 16 septembre 1942 à Paris, est une universitaire, philosophe, traductrice, essayiste et écrivaine française.

## Biographie
Après des études d'anglais et de philosophie à la Sorbonne ainsi qu'à l'École normale supérieure de jeunes filles 

## Thématiques

### Féminisme
S'agissant du féminisme, le point de vue du langage lui fournit toujours la première orientation. Au cours d'un entretien portant sur Le Deuxième Sexe de Simone de Beauvoir, Catherine Rodgers remarque l’intérêt de Françoise Armengaud pour "le travail innovateur de Michèle Causse sur la langue".
Françoise Armengaud traduit des articles d'Andrea Dworkin, Jan Windelbank, Julia Clancy Smith, Letti Volp, Karen Walker, Joan W.Scott, pour les Nouvelles Questions Féministes. Elle est membre du Collectif national pour les droits des femmes[réf. nécessaire].

### Animaux
Françoise Armengaud commence par des travaux sur les représentations des animaux dans la littérature et dans l'art. En 2012, Florence Burgat note que le livre Réflexions sur la condition faite aux animaux est « le fruit d'un travail ininterrompu, inauguré par l'article désormais classique, Animalité et humanité paru en 1984 dans l'Encyclopædia Universalis ». Elle précise que Françoise Armengaud, philosophe du langage, « y posait les jalons d'une recherche principalement axée sur l'analyse des façons de penser et de parler, de ne pas penser ou de ne pas parler des animaux, de la construction en miroir des concepts d'animalité et d'humanité ».

## Œuvres

### Essais
- 1985 : La Pragmatique, Presses universitaires de France, Que sais-je ? no 2230, 1985 ; dernière réédition 2007
- 1986 : George Edward Moore et la genèse de la philosophie analytique, éditions Klincksieck
- 1986 : Pierres de vie - Hommage à André Verdet (dir. de collectif)
- 1988 : Titres : entretiens avec Pierre Alechinsky, Karel Appel, Arman, César, Marie-Élisabeth Collet, Corneille, Noël Dolla, Étienne Hajdu, Hans Hartung, Robert Helman, Jacques Herold, Paul Jenkins, Jean Le Gac, André Masson, Jean-Marc Philippe, Pol-Bury, Louis Pons, Sacha Sosno, Pierre Soulages, Roland Topor, Anita Tullio, André Verdet
- 1990 : De l'oblitération, éditions La Différence, entretien avec Emmanuel Levinas
- 1992 : Bestiaire Cobra : une zoo-anthropologie picturale, éditions La Différence
- 2000 : L'Art d'oblitération - essais sur l'art de Sacha Sosno, éd. Kimé
- 2001 : Anita Tullio : les folles épousailles de la terre et du feu
- 2001 : Hautes terres solaires - Les Provences de Verdet
- 2002 : Lignes de partage. Littérature/Poésie/Philosophie
- 2003 : Du dialogue au texte. Autour de Francis Jacques, avec Marie-Dominique Popelard et Denis Vernant (actes du colloque de Cerisy)
- 2003 : André Verdet. Du multiple au singulier, éditions L'Harmattan
- 2003 : André Verdet : le pur espace poésie, avec Béatrice Bonhomme (collectif)
- 2011 : Réflexions sur la condition faite aux animaux, éd. Kimé
- 2013 : Au-delà du seul à ul (avec Luciano Melis, présentation de textes inédits d'André Verdet)
- 2015 : Requiem pour les bêtes meurtries, éd. Kimé
- 2017 : Guetter suivre vivre, Monde d'André Verdet, éd du Petit Véhicule
- 2019 : Mémoires de Dame Pelote, chatte de Michel de Montaigne, collection L'ombre animale, éditions La Bibliothèque
- 2021 : Du rouge à peine aux âmes, La poésie de Marie-Christine Brière, éd Librairie-Galerie Racine

### Poèmes
- 2004 : Dont on fait les paysages, gravures de Henri Baviera
- 2005 : Bêtes de longue mémoire, images de Martine Bourre

### Romans
- 2011 : L'homme qui voulait marcher sur l'horizon, éditions le Bas vénitien

### Livres pour les enfants
- 2009 : Pourquoi tu ne m'aimes pas ? images de Martine Bourre, éd. MeMo
- 2013 : Le Rhinocéros de Wittgenstein, images de Annabelle Buxton, éditions Les Petits Platons

### Traductions de l'anglais
- 1986 : Articles de George Edward Moore, dans George Edward Moore et la genèse de la philosophie analytique
- 2010 : Articles et poèmes de Adrienne Rich, dans Adrienne Rich, La contrainte à l'hétérosexualité et autres essais
- 2011 : Lewis Carroll, Alice au pays des merveilles, images de Laura Nillni, éd. Philomèle
- 2023 : Lewis Carrol, De l'autre côté du miroir et ce qu'Alice y trouva, avec Marie-Claire Pasquier, dessins Lucile Germanangue, ed. La Bibliothèque

### Scénario
- 2014 : André Verdet Résistant et poète, DVD 45 min, réalisation Denise Brial, scénario Françoise Armengaud, production Atalante Vidéos Féministes